# Cryptostylis
Cryptostylis — род многолетних растений, включённый в трибу Diurideae семейства Орхидные (Orchidaceae).

## Название
Научное название рода происходит от др.-греч. κρυπτος — «скрытый» и στύλος — «колонка». Оно относится к почти незаметной колонке у цветков этих растений.

## Ботаническое описание
Растения, включённые в род, произрастают на земле. Корни заметные, толстые, без клубней.
Листья обычно растут из основания, немногочисленные или вовсе одиночные, на тонких черешках, яйцевидной или продолговатой формы.
Цветки довольно крупные, собраны в небольшие группы на концах безлистных цветоносов в кистевидные соцветия. Окраска венчика обычно яркая, губа более красочная. Лепестки и чашелистики свободные, лепестки меньше чашелистиков. Губа цельная, изогнутая, довольно большая, прижатая к очень короткой колонке. Пыльник располагается в основании колонки. Имеются два мягких двудольчатых поллиния без каудикул, заканчивающихся небольшим прилипальцем. Рыльце развитое, располагается на мясистом столбике.
Виды рода, произрастающие в Австралии, опыляются исключительно насекомыми из рода Lissopimpla. Цветки Cryptostylis — пример псевдокопуляции — они внешне напоминают самок наездников этого рода.

## Ареал
Представители рода Cryptostylis широко распространены на островах Тихого океана, а также в Юго-Восточной Азии и в северной Австралии.

## Таксономия
|  |                                      |  |                                                         |                                                         |                    |  | ещё 13 семейств (согласно Системе APG III) |                     |                     |                |
|  |                                      |  |                                                         |                                                         |                    |  |                                            |                     |                     | около 23 видов |
|  |                                      |  |                                                         | порядок Спаржецветные                                   |                    |  |                                            |                     | род Cryptostylis    |                |
|  |                                      |  |                                                         | порядок Спаржецветные                                   |                    |  |                                            |                     | род Cryptostylis    |                |
|  | отдел Цветковые, или Покрытосеменные |  |                                                         |                                                         | семейство Орхидные |  |                                            |                     |                     |                |
|  | отдел Цветковые, или Покрытосеменные |  |                                                         |                                                         |                    |  |                                            |                     |                     |                |
|  |                                      |  | ещё 58 порядков цветковых растений (по Системе APG III) | ещё 58 порядков цветковых растений (по Системе APG III) |                    |  |                                            | ещё около 880 родов | ещё около 880 родов |                |
|  |                                      |  |                                                         | ещё 58 порядков цветковых растений (по Системе APG III) |                    |  |                                            |                     | ещё около 880 родов |                |

### Синонимы
- Zosterostylis Blume, 1825

### Виды
Виды рода очень полиморфны, границы между ними не точны. Предполагается, что существует более 15 видов рода.
- Cryptostylis acutata J.J.Sm., 1921
- Cryptostylis apiculata J.J.Sm., 1915
- Cryptostylis arachnites (Blume) Hassk., 1859
- Cryptostylis arfakensis J.J.Sm., 1913
- Cryptostylis carinata J.J.Sm., 1912
- Cryptostylis clemensii (Ames & C.Schweinf.) J.J.Sm., 1927
- Cryptostylis concava Schltr., 1919
- Cryptostylis conspicua J.J.Sm., 1921
- Cryptostylis erecta R.Br., 1810
- Cryptostylis filiformis Blume, 1859
- Cryptostylis gracilis Schltr., 1919
- Cryptostylis hamadryas Schltr., 1919
- Cryptostylis hunteriana Nicholls, 1938
- Cryptostylis javanica J.J.Sm., 1921
- Cryptostylis lancilabris Schltr., 1922
- Cryptostylis leptochila F.Muell. ex Benth., 1873
- Cryptostylis ligulata J.J.Sm., 1934
- Cryptostylis maculata (J.J.Sm.) J.J.Sm., 1929
- Cryptostylis ovata R.Br., 1810
- Cryptostylis sigmoidea J.J.Sm., 1913
- Cryptostylis sororia Schltr., 1919
- Cryptostylis subulata (Labill.) Rchb.f., 1871
- Cryptostylis taiwaniana Masam., 1933